# 玄皇后
玄皇后胡氏（？—？），明德祖朱百六妻。
胡氏事跡不詳，只知她嫁與明德祖及生二子：明懿祖朱四九及朱四五。洪武元年（1368年），明太祖追上諡號為玄皇后。